# World Vision (Vereinigte Staaten)

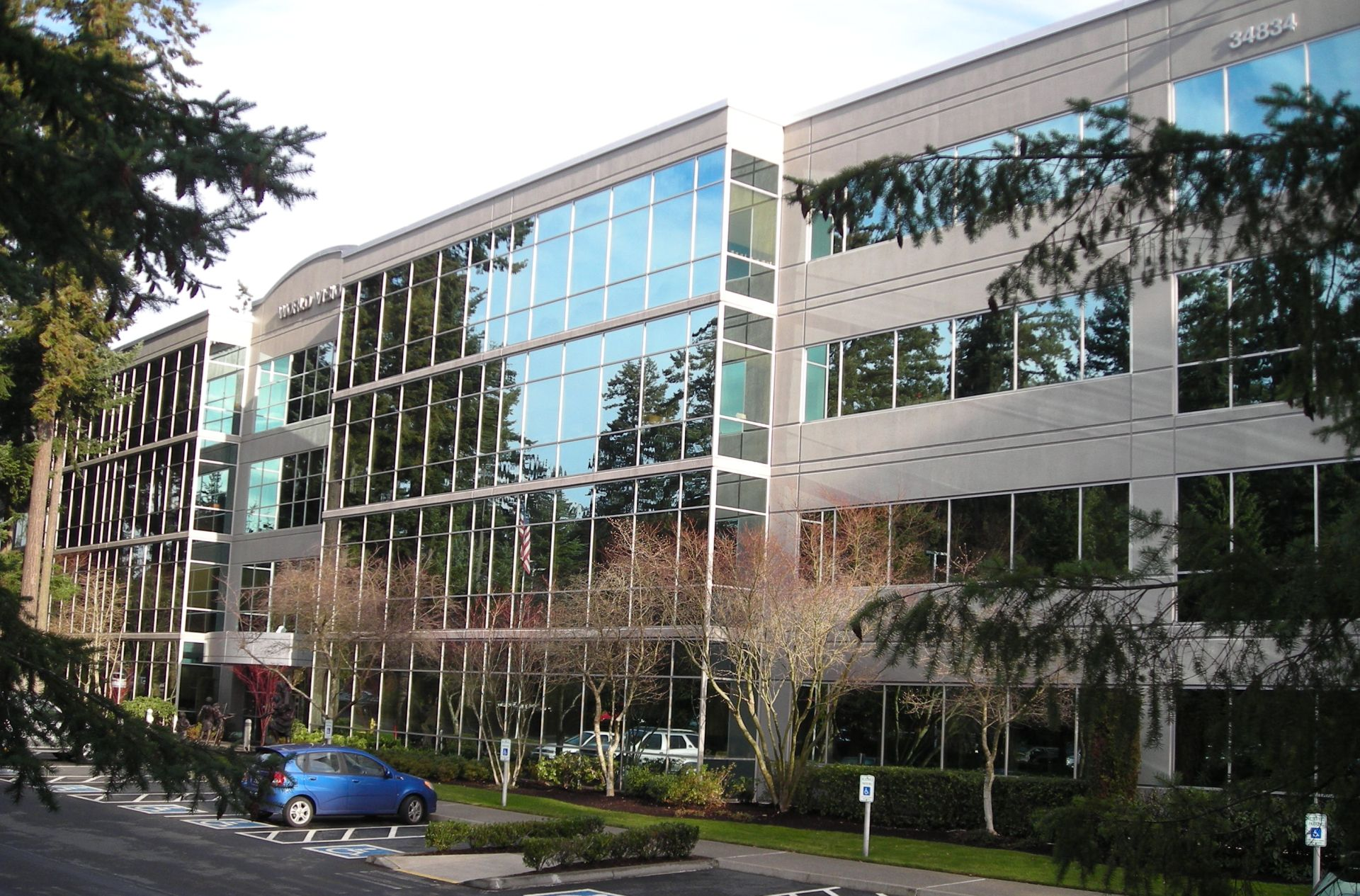
Büro von World Vision Inc. in Federal Way, Washington

World Vision Inc., in Abgrenzung zu andern World-Vision-Organisationen auch World Vision United States genannt, ist die US-amerikanische Vorgänger-, Gründungs- und Partnerorganisation von World Vision International. Sie wurde im Jahr 1950 in den USA gegründet und ist eine evangelikale Entwicklungshilfeorganisation mit Sitz in Federal Way. Vorsitzender ist Richard Stearns.
Im Geschäftswesen operiert World Vision Inc. (nachfolgend kurz WV Inc. oder WV US) als „World Vision“. Um es von anderen World Vision-Organisationen abzugrenzen, wird gelegentlich als Alternativbezeichnung gebraucht: World Vision United States, World Vision USA, oder WV US World Vision Incorporated.

## Leitbild und Geschichte
World Vision (United States) wurde 1950 als US-Corporation gegründet.
Ihr Ziel ist es, unserem Herrn und Retter Jesus Christus darin zu folgen, dass wir den Armen und Unterdrückten humanitäre Veränderung verschaffen, Gerechtigkeit suchen und Zeugen sind der Guten Nachricht vom Königreich Gottes.
World Vision Vereinigte Staaten ist eine evangelikale Organisation.
Für World Vision ist die Realität der humanitären Not und der globalen Ungerechtigkeit eine wesentliche ideologische Motivation. Andere ideologische Faktoren sind die Prinzipien der Partizipation, der kommunalen ownership (Verantwortung der Einheimischen) sowie das Prinzip der Nachhaltigkeit. Zum Leitbild gehört aber auch die Christlichkeit. Darunter werden die Grundüberzeugungen verstanden, die eine Organisation im Blick auf ein gemeinsames Ziel zusammenschweißen.
Gegründet wurde die Organisation 1950 von Bob Pierce als World Vision nachdem er für Jugend für Christus nach China und Nordkorea gereist war. Der Journalist sammelte Spenden für koreanische Witwen und Waisen. Er war der erste Präsident von WV und bis 1967 im Amt.
Im Jahr 1958 hatte die Organisation bereits 10.000 Patenkinder in Korea, den Philippinen, Vietnam, Afghanistan, Indonesien, Birma (heute: Myanmar) und Indien.
In den USA kommt es häufig zu einer Zusammenarbeit mit Entwicklungshilfeprogrammen der Regierung.
Skeptisch wird die starke Unterstützung gesehen, welche World Vision für ihr Wirken in Kambodscha und Vietnam durch USAID während des Vietnamkrieges erhielt, weswegen World Vision, deren Gründer Robert Pierce beispielsweise durch Kampagnen in China aktiv dem Kommunismus entgegenwirken wollte, auch als ein Produkt des Kalten Krieges gesehen. Die katholische Organisation Pax Christi nannte World Vision im Hinblick auf deren Wirken in Ecuador als ein „Trojanisches Pferd“ der US-Außenpolitik. Beklagt wurde dort auch die Diskrepanz zwischen Worten und Taten, da die Gruppe sich zwar christlich und nicht evangelikal nennen würden, sie ihre Hilfe aber ausschließlich durch evangelikale Führer verbreite.
Im Jahr 1962 gründete World Vision die World Vision Relief Organisation als Katastrophenhilfe-zweig.
Nach dem Rücktritt von Bob Pierce 1967 führte bis 1969 sein Stellvertreter Pastor Richard C. Halverson die Geschäfte. Parallel dazu war Halverson von 1966 bis 1983 auch Vorsitzender des „Board“ (Etwa Verwaltungsrat oder Aufsichtsrat) von World Vision U.S. 1969 wurde W. Stanley Mooneyham Präsident. Bis 1973 erreichte die Zahl der Patenkinder 50.000 und die Entwicklungshilfe kam als neuer Arbeitszweig dazu.
Bis 1976 stieg die Zahl der Patenkinder auf 100.000. Der Dachverband World Vision International mit Sitz in Monrovia (Kalifornien) unter Leitung von Moneyham wurde 1977 gegründet und übernahm einen Großteil der Mitarbeiter von World Vision US. Schon seit 1966 trat World Vision Inc. auch unter der Bezeichnung World Vision International auf. Seit 1977 wurde diese Bezeichnung, obwohl bis 2004 weiter auf World Vision Inc. registriert, nur noch für die Dachorganisationen verwendet, die seitdem die internationale Zusammenarbeit von World Vision koordinierte. Die Gründungsorganisation World Vision Inc., nunmehr überwiegend als Supportorganisation in den USA tätig, wird seit dieser Zeit auch als World Vision US bezeichnet.
Im Laufe der Jahre hat World Vision Inc. seine Außendarstellung modifiziert: es sei kein evangelistisch orientiertes Missionswerk mehr, sondern eher ein christliches Hilfswerk der Entwicklungszusammenarbeit und humanitären Nothilfe und das primäre Ziel sei nicht mehr die Christianisierung, sondern die Bekämpfung der Armutsursachen, was die Hilfe zur Selbsthilfe begründet. Der ursprüngliche Missionsgedanke (Evangelisation) sei durch das Prinzip des christlichen Zeugnisses („Christian witness“) ersetzt worden. Die Sekundärliteratur spricht z. B. auch von „lifestyle evangelism“, worunter der christliche Umgang mit Menschen im Bemühen um Entwicklung verstanden wird. Mit den Armen zu arbeiten, ist christliches Handeln. Aber „primäres Ziel“ wird in der Sekundärliteratur u. a. die wirtschaftliche Entwicklung gesehen.
Mit der laut Selbstdarstellung zunehmenden Internationalisierung, Dezentralisierung und Föderalisierung der Organisation (Gründung des Dachverbandes World Vision International in den 1970er Jahren) wurde der „Partnerschaftsgedanke“ mit einer „Gleichheit“ zwischen südlichen und nördlichen Landesbüros zum verbindenden Element und ideologischen Zusammenhalt. 1984 wurde der erste Nicht-Amerikaner zum internationalen Präsidenten der Organisation gewählt. Aus „einer größtenteils nicht-operationalen, evangelikalen, US-basierten Wohltätigkeitsorganisation“ sei, so die Selbstdarstellung, eine international, diversifizierte Partnerschaft mit Betonung auf Katastrophenhilfe und Entwicklungszusammenarbeit geworden. Entstammte World Vision einer „konservativen US-christlichen Agenda“, umspanne die Organisation heute die christlichen Hauptströmungen, wobei Katholiken, Orthodoxe und Protestanten in einer breiten Überkonfessionalität koexistieren. Die Organisation ist „christlich, aber frei von kirchlichem Sektierertum“.
World Vision Inc. wurde von der Ökonomin und Bankerin Dambisa Moyo kritisiert, weil die 100 Millionen US-Dollar an Spendengeldern, die WV Inc. nach dem Tsunami vom 26. Dezember 2004 eingesammelt hatte, nach neun Monaten erst zu einem Viertel ausgegeben worden seien. Das lag daran, dass bei dieser Katastrophe bei etlichen Hilfsorganisationen schon sehr früh zweckgebundene Spenden in hohem Maße eingegangen waren und World Vision, wie auch andere Hilfsorganisationen, zunächst keine sinnvollen Ausgabemöglichkeiten mehr sah. World Vision hatte daher seine Werbung umgehend umgestellt und ab dann nicht mehr zweckgebunden geworben.

## Finanzen
Die Hilfsorganisation nahm 2009 insgesamt 1,1 Mrd. US-Dollar ein. Davon waren 456 Mio. private Spenden und 344 Mio. staatliche Zuschüsse.

## Organisation
World Vision Inc. hat neben dem Vorsitzenden einen Vorstand, bestehend aus 22 Personen, und ist Teil des Netzwerkes von World Vision International.
In den Vereinigten Staaten übten Jura-Professoren Kritik an einer Entscheidung der Bush-Regierung, World Vision Inc. Zuwendungen zu genehmigen. Dass World Vision Inc. nur Christen einstelle, sei religiös diskriminierend und verstoße gegen den Grundsatz der Chancengleichheit bei der Einstellung von Mitarbeitern. Die Bush-Regierung entschied, die Religionsfreiheit von World Vision Inc. lasse eine gesetzliche Ausnahme zu (1993 Religious Freedom Restoration Act). World Vision Inc. wurde durch das Bundesberufungsgericht bestätigt, dass es nur solche Mitarbeiter einstellen muss, die sich nach seiner Auffassung in seine „Einstellungspolitik“ einfügen und sich als „Nachfolger Jesu Christi“ bekennen. In der Entscheidung im Jahr 2010 kam das Bundesberufungsgericht zum Urteil, dass World Vision als religiöse Organisation im Sinne des Civil Rights Act of 1964 einzuordnen ist. Damit ist für World Vision eine Ausnahmeregelung im Civil Rights Act bezüglich des dort verankerten Diskriminierungsverbots von Angestellten aufgrund religiöser Ansichten wirksam, weswegen World Vision bei der Einstellung und Beschäftigung von Angestellten deren religiöse Überzeugungen berücksichtigen kann. Konkret wurde über die Entlassung von drei Angestellten durch World Vision verhandelt, welche nach Angaben ihres Anwalts tiefgläubige Christen sind, aber nach Angaben von World Vision die verlangte Anerkennung der Doktrin der Dreifaltigkeit vermissen lassen.